# 程镕时
程镕时（1927年10月18日—2021年2月7日），男，江苏宜兴人，中国高分子物理及物理化学家，中国科学院院士。

## 生平
程镕时于1945年考入金陵大学化学系，曾师从知名化学家戴安邦。1949年毕业后进入北京大学攻读研究生，师从生物化学家张龙翔。1951年毕业，进入中国科学院上海物理化学研究所工作。同年又随研究所前往长春，此后长期任职于长春应用化学研究所。1983年起赴南京大学化学系任教。1991年当选中国科学院化学部学部委员（院士）。1995年起任教于华南理工大学，担任材料科学与工程学院高分子研究所所长。